# لیندون، راتلند
لیندون (به انگلیسی: Lyndon) یک روستا و محله مدنی در بریتانیا است که در راتلند واقع شده‌است. لیندون ۸۰ نفر جمعیت دارد.